# 高原嵩草
高原嵩草（学名：Carex coninux）又名喀拉昆仑嵩草，为莎草科薹草属下的一个种。